# Michael Liewald

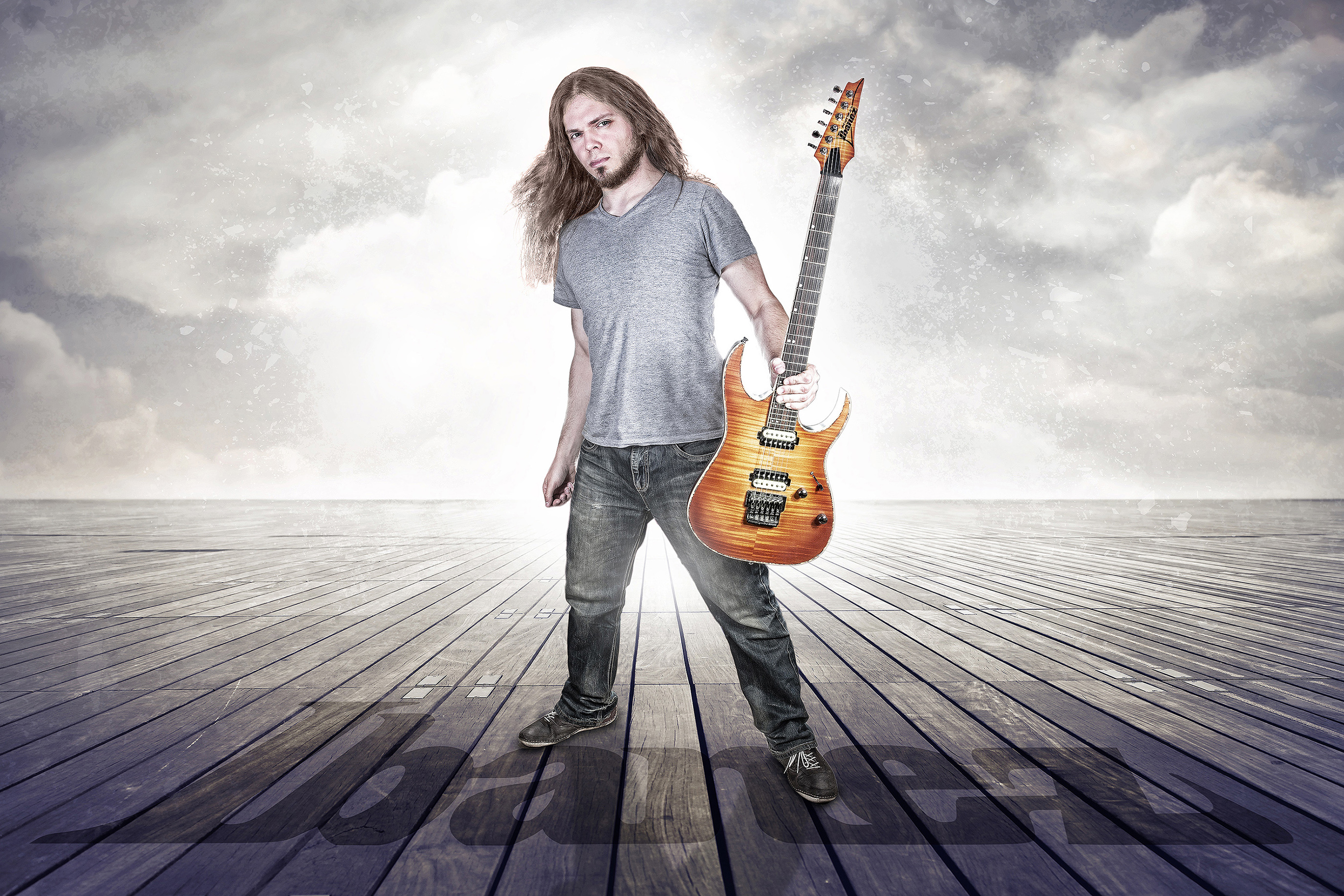
Michael Liewald

Michael Liewald (* 31. Juli 1990 in Pegnitz) ist ein deutscher Gitarrist, Komponist, Designer, Fotograf und Gründungsmitglied der Band Winterstorm.

## Musikalischer Werdegang
Neben mehreren Touren durch Europa spielte er auf diversen Festivals wie Wacken Open Air, Summer Breeze Open Air, Rockharz Open Air, Masters of Rock Festival, Metal-Fest, Ragnaröck Festival, Festival Mediaval etc.
Sein musikalischer Werdegang begann mit zwei Jahren, als er Rockmusik und dadurch wenig später seine Begeisterung für die Gitarre entdeckte. Seit 2005 ist er aktiv auf der Bühne zu sehen und entwickelt stetig sein musikalisches Schaffen inner- und außerhalb der 2008 gegründeten Gruppe Winterstorm weiter.
Zusätzlich zu gelegentlichen Gastauftritten als Studiosänger ist er in der Band selbst für Songwriting, Arrangement, Aufnahme, Produktion, Gesänge, und alle gestalterischen Arbeiten wie Design, Artwork, Layout und Fotografie zuständig.
Im Jahr 2016 stieg das vierte Winterstorm-Album namens „Cube of Infinity“ auf Platz 31 der offiziellen deutschen Album-Charts.
Michael Liewald spielt und repräsentiert Gitarren der Marke Ibanez.
Die Band Winterstorm ist seit 2019 beim Plattenlabel AFM unter Vertrag.

## Diskografie
- 2010: Winterstorm, A Coming Storm
- 2012: Winterstorm, Kings will fall
- 2014: Winterstorm, Cathyron
- 2016: Winterstorm, Cube of Infinity | (Chartplatzierung: Platz #31)
- 2016: Visionatica, Force of Luna
- 2019: Visionatica, Enigma Fire
- 2016: Hämatom, Wir sind Gott | (Chartplatzierung: Platz #5)